# Angel Dschambaski

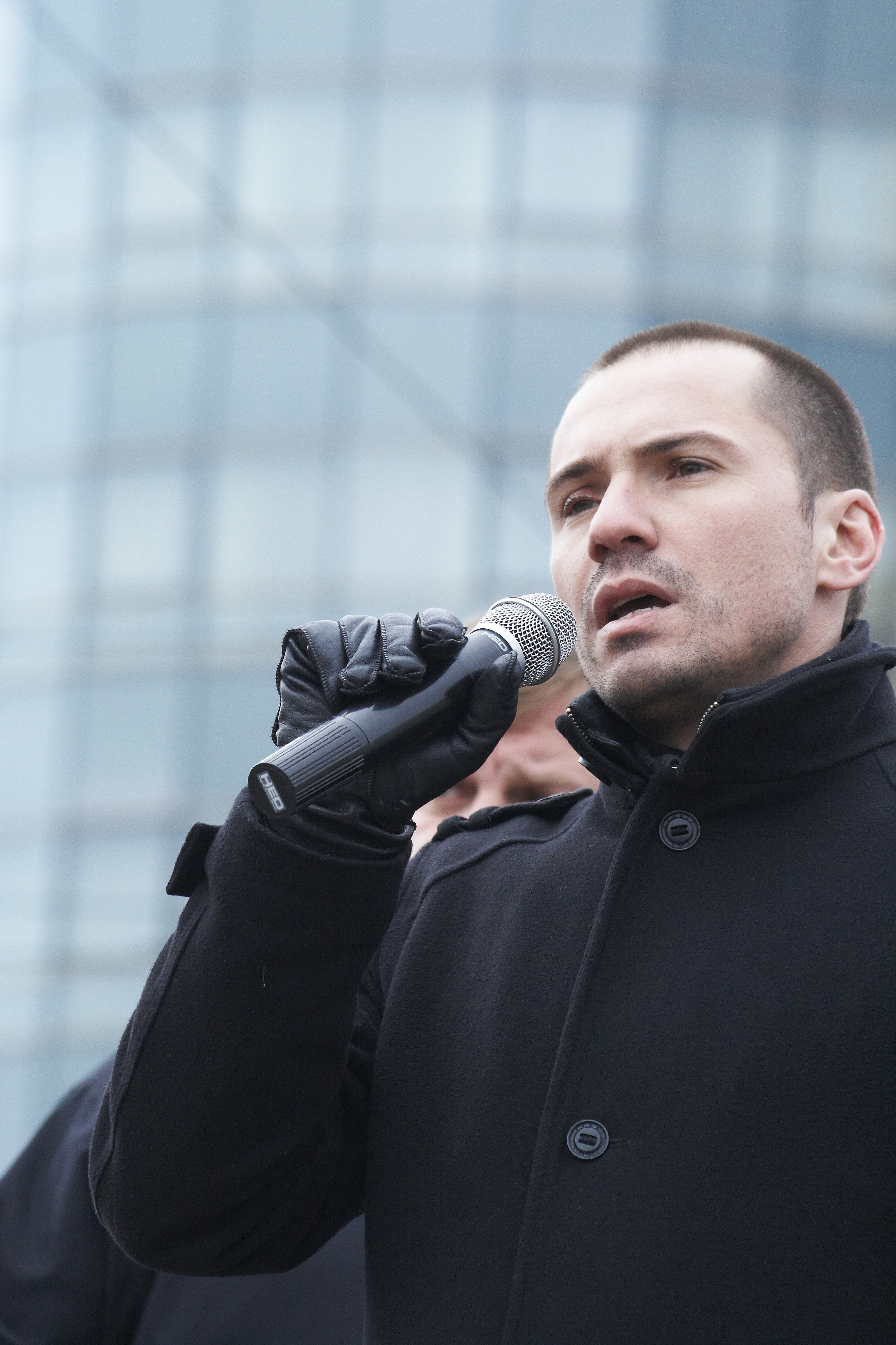
Angel Dzhambazki

Angel Dschambaski (bulgarisch Ангел Джамбазки, englische Umschrift Dzhambazki; * 21. März 1979 in Sofia) ist ein bulgarischer Politiker der  IMRO (Bulgarische Nationale Bewegung).

## Leben
Dschambaski studierte Rechtswissenschaft. Er ist seit 2014 Abgeordneter im Europäischen Parlament. Dort ist er stellvertretender Vorsitzender in der Delegation im Gemischten Parlamentarischen Ausschuss EU-Ehemalige Jugoslawische Republik Mazedonien und Mitglied im Ausschuss für Kultur und Bildung.
Als nach der Parlamentswahl im November 2021 der Vorsitzende der IMRO, Krassimir Karakatschanow vom Parteivorsitz zurücktrat, wurde Dschambaski beim außerordentlicher Parteikongress der Partei am 12. Februar 2022, neben Alexandar Sidi und Iskren Wesselinow zum Vorsitzenden der Partei.
Beim außerordentlichen Parteikongress im Februar 2024 beschloss die IMRO, ihre Satzung zu ändern und wieder nur einen Vorsitzenden zu haben. Obwohl Dschambaski als Gegenkandidat antrat, unterlag ich bei der Wahl gegen den langjährigen Parteivorsitzenden Karakatschanow, der als alleiniger Vorsitzender wiedergewählt wurde und erneut diese Position übernahm.

## Kritik
Dschambaski äußerte sich in der Vergangenheit häufig abfällig und rassistisch gegen Roma und erntete deshalb viel Kritik. Im Februar 2022 zeigte er nach einer Rede im Europaparlament, bei der er unter anderem erklärte „Wir werden euch niemals erlauben, uns zu sagen, was wir sagen und was wir tun sollen [...] Es lebe Bulgarien, Ungarn, Orbán, Fidesz und das Europa der Nationalstaaten“ den Hitlergruß.